# Австралійські кусючі черепахи
Австралійські кусючі черепахи (Elseya) — рід черепах родини змієшиї черепахи підряду бокошиї черепахи. Має 6 видів.

## Опис
Найбільші особини досягають від 22 (для найдрібнішого виду) до 42 см (для найбільшого). Голова помірного розміру, трохи стиснута. Шия доволі довга, довша за карапакс. Карапакс дещо дахоподібний. Краї сплощені. Ці черепахи визначаються наявністю альвеолярних гребенів на поверхні ротової порожнини й наявністю комплексу «мостових» стійок. На ногах помітні перетинки.

## Спосіб життя
Полюбляють річки, струмки, стоячі водойми, болота. Представники виду північна кусюча черепаха (Elseya dentata), часто мешкають у солонуватій воді гирла річок. Вони практично всеїдні. У природі харчуються і водною рослинністю, і тваринними кормами. Лише новогвінейська кусюча черепаха виключно м'ясоїдний вид. Назву ці черепахи отримали за свою погану вдачу.
Самиця у середньому відкладає до 12—18 яєць.

## Розповсюдження
Мешкають в Австралії та на острові Нова Гвінея.

## Види
- Elseya albagula
- Elseya branderhorsti
- Elseya dentata
- Elseya irwini
- Elseya lavarackorum
- †Elseya nadibajagu
- Elseya novaeguineae
- Elseya schultzei
- †Elseya uberima